# Глікогенози
Глікогено́зи (англ. Glycogen storage disease) — група спадкових захворювань, зумовлених дефектами у ферментах та інших білках, що беруть участь у метаболізмі глікогену.
Перший глікогеноз був описаний 1929 року Едгаром фон Гірке, у пацієнта була дуже збільшена печінка, спостерігалась сильно виражена гіпоглікемія між прийомами їжі, яку неможливо було усунути шляхом введення глюкагону або адреналіну. Подальше дослідження глікогенозів проводило подружжя Герті та Крала Корі, вони виявили причину хвороби фон Гірке — дефіцит ферменту глюкозо-6-фосфатази. Також Корі виявили ще кілька форм глікогенозів. Зараз їх відомо 13, основні характеристики наведені у таблиці.
| Спадкові глікогенози людини               | Спадкові глікогенози людини                                   | Спадкові глікогенози людини                              | Спадкові глікогенози людини                           | Спадкові глікогенози людини                                                                                       |
| ----------------------------------------- | ------------------------------------------------------------- | -------------------------------------------------------- | ----------------------------------------------------- | --- |
| Назва захворювання                        | Дефектний білок                                               | Уражений орган                                           | Глікоген в ураженому органі                           | Симптоми |
| Тип 0                                     | Глікогенсинтаза                                               | Печінка                                                  | Нормальна структура, мала кількість                   | Низький вміст глюкози в крові (гіпоглікемія), високий вміст кетонових тіл (кетоз)                                 |
| Тип Ia, хвороба фон Гірке                 | Глюкозо-6-фосфатаза                                           | Печінка                                                  | Нормальна структура, збільшена кількість              | Збільшена печінка, ниркова недостатність, сильно виражена гіпоглікемія, кетоз, гіперурикемія, гіперліпемія        |
| Тип Ib                                    | Мікросомальна Глюкозо-6-фосфаттранслоказа                     | Печінка                                                  | Нормальна структура, збільшена кількість              | Як у типу Ib, також підвищена схильність до інфекційних захворювань                                               |
| Тип Ic                                    | Мікросомальний переносник фосфату                             | Печінка                                                  | Нормальна структура, збільшена кількість              | Як у типу Ia |
| Тип II, хвороба Помпе                     | Лізосомальна кисла альфа-глюкозидаза                          | Лізосоми всіх органів                                    | Нормальна структура, надмірне відкладення у лізосомах | У немовлят: смерть до 2 років через зупинку серця; Підліткова форма: міопатія; У дорослих: м'язова дистрофія      |
| Тип IIIa, хвороба Корі або хвороба Форбса | Аміло-1,6-глюкозидаза (фермент, що відрізає гілки)            | Всі органи, найбільше печінка, скелетні та серцевий м'яз | Короткі зовнішні гліки, збільшена кількість           | Збільшена печінка у немовлят, міопатія                                                                            |
| Тип IIIb                                  | Дерозгалужуючий фермент печінки (м'язовий фермент нормальний) | Печінка                                                  | Короткі зовнішні гліки, збільшена кількість           | Збільшена печінка у немовлят                                                                                      |
| Тип IV, хвороба Андерсен                  | Розгалужуючий фермент                                         | Печінка, селезінка, скелетні м'язи                       | Довгі нерозгалужені молекули, нормальна кількість     | Збільшена печінка і селезінка, прогресивний цироз печінки, міоглобін у сечі, переважно викликає смерть до 2 років |
| Тип V, хвороба Мак-Ардля                  | М'язова глікогенфосфорилаза                                   | Скелетні м'язи                                           | Нормальна структура, помірно збільшена кількість      | Обмежена здатність до фізичної активності через болючі судоми, міоглобін у сечі                                   |
| Тип VI, хвороба Герса                     | Печінкова глікогенфосфорилаза                                 | Печінка                                                  | Нормальна структура, збільшена кількість              | Як у типу I але легший перебіг                                                                                    |
| Тип VII, хвороба Тару                     | М'язова фосфофруктокіназа-1                                   | М'язи, еритроцити                                        | Нормальна структура, збільшена кількість              | Як у типу V, також гемолітична анемія                                                                             |
| Типи VIb, XIII або IX                     | Кіназа фосфорилази                                            | Печінка, лейкоцити, м'язи                                | Нормальна структура, збільшена кількість              | Збільшена печінка, помірна гіпоглікемія                                                                           |
| Тип XI, хвороба Фанконі-Бікеля            | Переносник глюкози GLUT2                                      | Печінка                                                  |                                                       | Відставання у розвитку, збільшена печінка, рахіт, дисфункція нирок                                                |